# Partecipanti ai Campionati del mondo di ciclismo su strada 2009 - Gara in linea maschile Elite
Elenco dei partecipanti alla Gara in linea Uomini Elite dei Campionati del mondo di ciclismo su strada 2009.
Al via erano schierati 202 corridori in rappresentanza di 45 nazioni. Di questi 108 portarono a termine la gara mentre 94 si ritirarono.

## Modalità di qualificazione
Il numero di ciclisti che ogni Nazione poteva iscrivere e schierare in gara era basato sulle classifiche per nazioni UCI al 15 agosto 2009.
- Calendario mondiale UCI: i primi 10 potevano iscrivere 14 corridori in totale e schierarne 9 alla partenza. Inoltre ogni nazione, non qualificatasi con il precedente sistema, ma con un corridore nelle prime 100 posizioni della classifica individuale, poteva iscrivere 5 corridori, portandone 3 in gara; con tre corridori in tutta la classifica, poteva iscriverne 5 e portarne in gara 3; con due in classifica, 3 e 2, e con uno, 2 ed uno.
- UCI Africa Tour: le prime due nazioni, escluse quelle ammesse con la classifica mondiale, potevano iscrivere rispettivamente 9 e 5 corridori, con 6 e 3 utilizzabili nella gara. Inoltre ogni nazione, non qualificatasi con il precedente sistema, ma con un corridore nelle prime 5 posizioni della classifica individuale, poteva iscrivere 2 corridori, portandone uno in gara.
- UCI America Tour: le prime cinque nazioni, escluse quelle ammesse con la classifica mondiale, potevano iscrivere rispettivamente 9 (prima e seconda) e 5 (terza, quarta e quinta) corridori, utilizzandone 6 e 3 in gara. Inoltre ogni nazione, non qualificatasi con il precedente sistema, ma con un corridore nelle prime 20 posizioni della classifica individuale, poteva iscrivere 2 corridori, portandone uno in gara.
- UCI Asia Tour: le prime tre, escluse quelle ammesse con la classifica mondiale, potevano iscrivere rispettivamente 9 (prima) e 5 (seconda e terza) corridori, schierandone 6 e 3 al via. Inoltre ogni nazione, non qualificatasi con il precedente sistema, ma con un corridore nelle prime 5 posizioni della classifica individuale, poteva iscrivere 2 corridori, portandone uno in gara.
- UCI Europe Tour: le prime sedici, escluse quelle ammesse con la classifica mondiale, potevano iscrivere rispettivamente 9 (prima-sesta) e 5 (settima-sedicesima) corridori, utilizzandone 6 e 3 al via. Inoltre ogni nazione, non qualificatasi con il precedente sistema, ma con un corridore nelle prime 200 posizioni della classifica individuale, poteva iscrivere 2 corridori, portandone uno in gara.
- UCI Oceania Tour: la prima nazione, escluse quelle ammesse con la classifica mondiale, poteva iscrivere 5 corridori, portandone 3 in gara. Inoltre ogni nazione, non qualificatasi con il precedente sistema, ma con un corridore nelle prime 5 posizioni della classifica individuale, poteva iscrivere 2 corridori, portandone uno in gara.

Inoltre, ogni nazione non poteva avere al via un numero di corridori maggiore di quelli presenti nelle classifiche mondiale e continentali. Non vi erano posti aggiuntivi per il campione mondiale ed i campioni continentali uscenti.
| #                       | Nazione                 | Corridori                  |
| Calendario mondiale UCI | Calendario mondiale UCI | Calendario mondiale UCI    |
| ----------------------- | ----------------------- | -------------------------- |
| 1                       | Spagna                  | 14 iscritti, 9 schierabili |
| 2                       | Italia                  | 14 iscritti, 9 schierabili |
| 3                       | Australia               | 14 iscritti, 9 schierabili |
| 4                       | Germania                | 14 iscritti, 9 schierabili |
| 5                       | Russia                  | 14 iscritti, 9 schierabili |
| 6                       | Lussemburgo             | 14 iscritti, 9 schierabili |
| 7                       | Belgio                  | 14 iscritti, 9 schierabili |
| 8                       | Gran Bretagna           | 14 iscritti, 9 schierabili |
| 9                       | Norvegia                | 14 iscritti, 9 schierabili |
| 10                      | Stati Uniti             | 14 iscritti, 9 schierabili |
| UCI Africa Tour         |                         |                            |
| 1                       | Sud Africa              | 9 iscritti, 6 schierabili  |
| 2                       | Tunisia                 | 5 iscritti, 3 schierabili  |
| UCI America Tour        |                         |                            |
| 1                       | Colombia                | 9 iscritti, 6 schierabili  |
| 2                       | Venezuela               | 9 iscritti, 6 schierabili  |
| 3                       | Argentina               | 5 iscritti, 3 schierabili  |
| 4                       | Brasile                 | 5 iscritti, 3 schierabili  |
| 5                       | Canada                  | 5 iscritti, 3 schierabili  |
| UCI Asia Tour           |                         |                            |
| 1                       | Kazakhistan             | 9 iscritti, 6 schierabili  |
| 2                       | Iran                    | 5 iscritti, 3 schierabili  |
| 3                       | Giappone                | 5 iscritti, 3 schierabili  |
| UCI Europe Tour         |                         |                            |
| 1                       | Francia                 | 9 iscritti, 6 schierabili  |
| 2                       | Paesi Bassi             | 9 iscritti, 6 schierabili  |
| 3                       | Slovenia                | 9 iscritti, 6 schierabili  |
| 4                       | Polonia                 | 9 iscritti, 6 schierabili  |
| 5                       | Ucraina                 | 9 iscritti, 6 schierabili  |
| 6                       | Danimarca               | 9 iscritti, 6 schierabili  |
| 7                       | Portogallo              | 5 iscritti, 3 schierabili  |
| 8                       | Estonia                 | 5 iscritti, 3 schierabili  |
| 9                       | Austria                 | 5 iscritti, 3 schierabili  |
| 10                      | Svizzera                | 5 iscritti, 3 schierabili  |
| 11                      | Slovacchia              | 5 iscritti, 3 schierabili  |
| 12                      | Croazia                 | 5 iscritti, 3 schierabili  |
| 13                      | Ungheria                | 5 iscritti, 3 schierabili  |
| 14                      | Svezia                  | 5 iscritti, 3 schierabili  |
| 15                      | Serbia                  | 5 iscritti, 3 schierabili  |
| 16                      | Lettonia                | 5 iscritti, 3 schierabili  |
| UCI Oceania Tour        |                         |                            |
| 1                       | Nuova Zelanda           | 5 iscritti, 3 schierabili  |

Nazioni qualificate in base alla Classifica mondiale individuale
| #                                      | Nazione         | Corridori                 |
| -------------------------------------- | --------------- | ------------------------- |
| Nazioni con un corridore nei primi 100 |                 |                           |
| 1                                      | Repubblica Ceca | 5 iscritti, 3 schierabili |
| 2                                      | Irlanda         | 5 iscritti, 3 schierabili |
| 3                                      | Bielorussia     | 5 iscritti, 3 schierabili |
| Nazioni con un corridore in classifica |                 |                           |
| 1                                      | Lettonia        | 2 iscritti, 1 schierabili |
| 2                                      | Finlandia       | 2 iscritti, 1 schierabili |

Nazioni qualificate in base alla Classifica individuale dei Circuiti continentali
| # | Nazione    | Corridori                 |
| - | ---------- | ------------------------- |
| 1 | Namibia    | 2 iscritti, 1 schierabili |
| 2 | Cuba       | 2 iscritti, 1 schierabili |
| 3 | Cile       | 2 iscritti, 1 schierabili |
| 4 | Costa Rica | 2 iscritti, 1 schierabili |
| 5 | Ecuador    | 2 iscritti, 1 schierabili |
| 6 | Uruguay    | 2 iscritti, 1 schierabili |
| 7 | Bulgaria   | 2 iscritti, 1 schierabili |

## Corridori per squadra
R: indica un corridore ritirato.
| Italia      | Italia               | Italia      | Gran Bretagna   | Gran Bretagna           | Gran Bretagna   | Venezuela     | Venezuela                  | Venezuela     |
| ----------- | -------------------- | ----------- | --------------- | ----------------------- | --------------- | ------------- | -------------------------- | ------------- |
| 1           | Alessandro Ballan    | 41º         | 76              | Steve Cummings          | 52º             | 146           | Franklin Chacón Colmenares | 83º           |
| 2           | Ivan Basso           | 16º         | 77              | Russell Downing         | R               | 147           | Manuel Medina Marino       | R             |
| 3           | Marzio Bruseghin     | R           | 78              | Chris Froome            | R               | 148           | Carlos José Ochoa          | 75º           |
| 4           | Damiano Cunego       | 8º          | 79              | Roger Hammond           | 92º             | 149           | Jackson Rodríguez          | R             |
| 5           | Stefano Garzelli     | 71º         | 80              | Daniel Lloyd            | R               | 150           | José Rujano                | 50º           |
| 6           | Luca Paolini         | 65º         | 81              | David Millar            | R               | 151           | Freddy Vargas              | R             |
| 7           | Filippo Pozzato      | 21º         | 82              | Ian Stannard            | R               | Giappone      | Giappone                   | Giappone      |
| 8           | Michele Scarponi     | R           | 83              | Ben Swift               | R               | 152           | Yukiya Arashiro            | R             |
| 9           | Giovanni Visconti    | Rº          | 84              | Geraint Thomas          | R               | 153           | Fumiyuki Beppu             | 57º           |
| Spagna      | Spagna               | Spagna      | Paesi Bassi     | Paesi Bassi             | Paesi Bassi     | 154           | Taiji Nishitani            | R             |
| 10          | Carlos Barredo       | R           | 85              | Lars Boom               | 91º             | Estonia       | Estonia                    | Estonia       |
| 11          | Juan José Cobo       | R           | 86              | Robert Gesink           | 36º             | 155           | René Mandri                | 94º           |
| 12          | Óscar Freire         | 15º         | 87              | Johnny Hoogerland       | 14º             | 156           | Rein Taaramäe              | R             |
| 13          | Juan Manuel Gárate   | R           | 88              | Karsten Kroon           | 20º             | 157           | Janek Tombak               | R             |
| 14          | Daniel Moreno        | 42º         | 89              | Sebastian Langeveld     | R               | Nuova Zelanda | Nuova Zelanda              | Nuova Zelanda |
| 15          | Rubén Plaza          | R           | 90              | Koos Moerenhout         | 23º             | 158           | Timothy Gudsell            | R             |
| 16          | Joaquim Rodríguez    | 3º          | Francia         | Francia                 | Francia         | 159           | Hayden Roulston            | 96º           |
| 17          | Samuel Sánchez       | 4º          | 91              | Dimitri Champion        | 95º             | 160           | Jeremy Vennell             | R             |
| 18          | Alejandro Valverde   | 9º          | 92              | Sylvain Chavanel        | 29º             | Argentina     | Argentina                  | Argentina     |
| Australia   | Australia            | Australia   | 93              | Pierrick Fédrigo        | 46º             | 161           | Martín Garrido             | R             |
| 19          | Simon Clarke         | R           | 94              | Christophe Le Mével     | 93º             | 162           | Alfredo Lucero             | R             |
| 20          | Allan Davis          | R           | 95              | Christophe Riblon       | 61º             | 163           | Matías Médici              | R             |
| 21          | Cadel Evans          | 1º          | 96              | Thomas Voeckler         | 67º             | Austria       | Austria                    | Austria       |
| 22          | Simon Gerrans        | 10º         | Repubblica Ceca | Repubblica Ceca         | Repubblica Ceca | 164           | Christoph Sokoll           | R             |
| 23          | Mathew Hayman        | R           | 97              | Jan Bárta               | 106º            | 165           | Gerhard Trampusch          | 102º          |
| 24          | Matthew Lloyd        | 64º         | 98              | Roman Kreuziger         | R               | 166           | Peter Wrolich              | R             |
| 25          | Stuart O'Grady       | R           | 99              | Martin Mareš            | R               | Croazia       | Croazia                    | Croazia       |
| 26          | Michael Rogers       | 107º        | Danimarca       | Danimarca               | Danimarca       | 167           | Matija Kvasina             | R             |
| 27          | Wesley Sulzberger    | R           | 100             | Lars Bak                | R               | 168           | Hrvoje Miholjević          | 76º           |
| Germania    | Germania             | Germania    | 101             | Matti Breschel          | 7º              | 169           | Vladimir Miholjević        | 70º           |
| 28          | Gerald Ciolek        | R           | 102             | Jakob Fuglsang          | 43º             | Slovacchia    | Slovacchia                 | Slovacchia    |
| 29          | Johannes Fröhlinger  | 99º         | 103             | Frank Høj               | R               | 170           | Jan Valach                 | R             |
| 30          | André Greipel        | R           | 104             | Anders Lund             | R               | 171           | Martin Velits              | 90º           |
| 31          | Christian Knees      | R           | 105             | Chris Anker Sørensen    | 13º             | 172           | Peter Velits               | 100º          |
| 32          | Paul Martens         | 103º        | Svizzera        | Svizzera                | Svizzera        | Brasile       | Brasile                    | Brasile       |
| 33          | Tony Martin          | R           | 106             | Michael Albasini        | 82º             | 173           | Tiago Fiorilli             | R             |
| 34          | Grischa Niermann     | 79º         | 107             | Rubens Bertogliati      | R               | 174           | Murilo Fischer             | 55º           |
| 35          | Marcel Sieberg       | R           | 108             | Fabian Cancellara       | 5º              | 175           | Magno Nazaret              | R             |
| 36          | Fabian Wegmann       | 11º         | 109             | Mathias Frank           | R               | Canada        | Canada                     | Canada        |
| Russia      | Russia               | Russia      | 110             | Grégory Rast            | R               | 176           | Michael Barry              | 18º           |
| 37          | Aleksandr Bočarov    | 31º         | 111             | Oliver Zaugg            | 28º             | 177           | Ryder Hesjedal             | R             |
| 38          | Pavel Brutt          | 85º         | Slovenia        | Slovenia                | Slovenia        | 178           | Svein Tuft                 | R             |
| 39          | Sergej Ivanov        | 19º         | 112             | Grega Bole              | R               | Svezia        | Svezia                     | Svezia        |
| 40          | Vladimir Karpec      | 105º        | 113             | Borut Božič             | R               | 179           | Fredrik Kessiakoff         | 78º           |
| 41          | Aleksandr Kolobnev   | 2º          | 114             | Janez Brajkovič         | 35º             | 180           | Marcus Ljungqvist          | 47º           |
| 42          | Gennadij Michajlov   | R           | 115             | Kristjan Fajt           | 54º             | 181           | Thomas Löfkvist            | 33º           |
| 43          | Evgenij Popov        | R           | 116             | Gorazd Štangelj         | 48º             | Ungheria      | Ungheria                   | Ungheria      |
| 44          | Aleksandr Porsev     | R           | 117             | Tadej Valjavec          | 32º             | 182           | István Cziráki             | R             |
| 45          | Ėduard Vorganov      | 51º         | Colombia        | Colombia                | Colombia        | 183           | Gergely Ivanics            | R             |
| Belgio      | Belgio               | Belgio      | 118             | Mauricio Ardila         | R               | 184           | Péter Kusztor              | R             |
| 46          | Tom Boonen           | 38º         | 119             | Leonardo Duque          | 22º             | Serbia        | Serbia                     | Serbia        |
| 47          | Francis De Greef     | R           | 120             | Juan Carlos López Marin | 108º            | 185           | Žolt Der                   | R             |
| 48          | Bert De Waele        | 32º         | 121             | Miguel Ángel Rubiano    | 37º             | 186           | Esad Hasanović             | R             |
| 49          | Kevin De Weert       | 25º         | 122             | José Serpa              | 74º             | 187           | Nebojša Jovanović          | R             |
| 50          | Philippe Gilbert     | 6º          | 123             | Rigoberto Urán          | 101º            | Uruguay       | Uruguay                    | Uruguay       |
| 51          | Maxime Monfort       | 89º         | Portogallo      | Portogallo              | Portogallo      | 188           | Fabricio Ferrari           | R             |
| 52          | Nick Nuyens          | 63º         | 124             | André Fernando Cardoso  | 17º             | Lettonia      | Lettonia                   | Lettonia      |
| 53          | Greg Van Avermaet    | 44º         | 125             | Sérgio Paulinho         | 34º             | 189           | Oļegs Meļehs               | R             |
| 54          | Maarten Wynants      | 88º         | 126             | Rui A. Faria da Costa   | 69º             | 190           | Aleksejs Saramotins        | 77º           |
| Lussemburgo | Lussemburgo          | Lussemburgo | Polonia         | Polonia                 | Polonia         | Costa Rica    | Costa Rica                 | Costa Rica    |
| 55          | Laurent Didier       | R           | 127             | Michał Gołaś            | 86º             | 191           | Andrey Amador              | R             |
| 56          | Jean-Pierre Drucker  | R           | 128             | Bartosz Huzarski        | 73º             | Cile          | Cile                       | Cile          |
| 57          | Kim Kirchen          | 45º         | 129             | Jacek Morajko           | R               | 192           | Carlos Oyarzún             | R             |
| 58          | Andy Schleck         | R           | 130             | Przemysław Niemiec      | 62º             | Irlanda       | Irlanda                    | Irlanda       |
| Norvegia    | Norvegia             | Norvegia    | 131             | Maciej Paterski         | R               | 193           | Philip Deignan             | 40º           |
| 59          | Kurt Asle Arvesen    | 12º         | 132             | Sylwester Szmyd         | 24º             | 194           | Daniel Martin              | 68º           |
| 60          | Edvald Boasson Hagen | 60º         | Kazakistan      | Kazakistan              | Kazakistan      | 195           | Nicolas Roche              | R             |
| 61          | Roy Hebreberg        | R           | 133             | Asan Bazaev             | 58º             | Lituania      | Lituania                   | Lituania      |
| 62          | Thor Hushovd         | R           | 134             | Dmitrij Fofonov         | 66º             | 196           | Ignatas Konovalovas        | 30º           |
| 63          | Lars Petter Nordhaug | R           | 135             | Valentin Iglinskij      | R               | Bielorussia   | Bielorussia                | Bielorussia   |
| 64          | Håvard Nybø          | R           | 136             | Maksim Iglinskij        | 97º             | 197           | Vasil' Kiryenka            | 27º           |
| 65          | Gabriel Rasch        | 87º         | 137             | Andrej Kašečkin         | R               | 198           | Aljaksandr Kučynski        | R             |
| 66          | Stian Remme          | 81º         | 138             | Aleksandr Vinokurov     | 26º             | 199           | Kanstancin Siŭcoŭ          | 56º           |
| 67          | Frederik Wilman      | R           | Ucraina         | Ucraina                 | Ucraina         | Namibia       | Namibia                    | Namibia       |
| Stati Uniti | Stati Uniti          | Stati Uniti | 139             | Andrij Hrivko           | 53º             | 200           | Dan Craven                 | R             |
| 68          | Andrew Bajadali      | R           | 140             | Serhij Hončar           | R               | Finlandia     | Finlandia                  | Finlandia     |
| 69          | Brent Bookwalter     | R           | 141             | Oleksandr Kvačuk        | 72º             | 201           | Jussi Veikkanen            | 49º           |
| 70          | Tom Danielson        | R           | 142             | Ruslan Pidhornyj        | R               | Ecuador       | Ecuador                    | Ecuador       |
| 71          | Timothy Duggan       | 79º         | 143             | Volodymyr Starčyk       | R               | 202           | Byron Guamá                | R             |
| 72          | Tyler Farrar         | R           | 144             | Volodymyr Zahorodnyj    | 104º            |               |                            |               |
| 73          | Craig Lewis          | 59º         | Sudafrica       | Sudafrica               | Sudafrica       |               |                            |               |
| 74          | Jason McCartney      | 98º         | 145             | Jay Robert Thomson      | R               |               |                            |               |
| 75          | Tom Peterson         | 94º         |                 |                         |                 |               |                            |               |